# 팽성 (전한)
팽성(彭聖, ? ~ 17년)은 전한 말기 ~ 신나라의 제후로, 회양국 양가현(陽夏縣) 사람이다. 전한의 대사공 팽선의 아들이다.

## 생애
전한 원시 4년(4년), 팽선의 뒤를 이어 장평후(長平侯)에 봉해졌다.
신 천봉 4년(17년)에 죽으니 시호를 절이라 하였고, 작위는 아들 팽업이 이었다.

## 출전
- 반고, 《한서》 권18 외척은택후표

| 선대 아버지 장평경후 팽선 | 전한 ~ 신의 장평후 4년 ~ 17년 | 후대 아들 팽업 |